# 睜眼一看OOO
《睜眼一看OOO》，由ENA於2024年製作的綜藝節目，由曹世鎬、李昌燮共同主持，權恩妃及金東炫為第一批固定出演的體驗人。節目於2024年5月9日開播，韓國時間每週四晚間9點播出。

## 節目簡介
在不可預測且隨機的N次人生中，對某些人來說是人生最大的機會，但對某些人來說也有可能是人生最大的危機，通過當地真實生活體驗的N次人生征服記。

## 主持人
| 姓名   | 職業     | 生日          |
| ------ | -------- | ------------- |
| 曹世鎬 | 喜劇演員 | 1982年8月9日  |
| 李昌燮 | 歌手     | 1991年2月26日 |

## 固定出演
| 姓名   | 職業 | N次人生          | 出演集數   |
| ------ | ---- | ---------------- | ---------- |
| 權恩妃 | 歌手 | 台灣莊敬高職學生 | EP.1～EP.4 |
| 金東炫 | 艺人 | 越南車伕         | EP.1～EP.4 |

## 外部連結
- Daum上《睜眼一看OOO》的資料